# At Action Park
At Action Park è il primo album in studio della Noise rock  band degli Shellac, edito nel 1994. Secondo il critico Piero Scaruffi l'album è il più claustrofobico di Steve Albini.

## Il disco
L'intero album è stato registrato in modalità "live", cioè i tre musicisti hanno registrato le rispettive parti contemporaneamente. Non ci sono sovraincisioni né parti suonate da musicisti esterni alla band.

## Tracce
1. My Black Ass
2. Pull the Cup
3. The Admiral
4. Crow
5. Song of the Minerals
6. A Minute
7. The Idea of North
8. Dog and Pony Show
9. Boche's Dick
10. Il Porno Star

## Musicisti
- Steve Albini - voce, chitarra
- Robert S. Weston - basso
- Todd Trainer - batteria